# Selaginella fragilis
Selaginella fragilis är en mosslummerväxtart som beskrevs av Addison Brown. Selaginella fragilis ingår i släktet mosslumrar, och familjen mosslummerväxter. Inga underarter finns listade i Catalogue of Life.